# The Arrival (Zona crepusculară)
The Arrival este episodul 67 al serialului american Zona crepusculară. A fost difuzat pentru prima dată în 22 septembrie 1961.

## Intriga
După ce zborul 107, un Douglas DC-3 din Buffalo, aterizează în siguranță, fără echipaj sau pasageri la bord, Federal Aviation Administration⁠(d) îl trimite pe Grant Sheckly, un inspector cu 22 de ani de experiență și mândru de dosarul său plin de cazuri rezolvate, să investigheze întâmplarea. Acesta este asistat de personalul aeroportului - vicepreședintele Bengston, însărcinatul cu relații publice Malloy, mecanicul Robbins și însoțitorul de rampă Cousins - dar, în ciuda eforturilor grupului, nimeni nu poate explica cum un avion gol ar putea ateriza în siguranță și rula până la oprire. Sheckly este deranjat de faptul că numele piloților și pasagerilor îi sunt familiare.
Investigația stagnează până în momentul în care Robbins remarcă scaunele albastre ale avionului, afirmație care îl surprinde pe Sheckly, convins că acestea erau cafenii. Mai mult, Bengston susține că erau de fapt de culoare roșie. Când examinează coada avionului și fiecare vede numere de înmatriculare⁠(d) diferite, Sheckly declară că avionul nu este real, ci este doar o iluzie pe care cei prezenți și-au imaginat-o.
Pentru a-și demonstra ipoteza și distruge iluzia, Sheckly propune un test simplu, dar posibil fatal: își va pune mâna pe elicea avionului. În ciuda obiecțiilor lor, acesta convinge personalul să-i accepte ideea, iar Robbins pornește motoarele. După ce ezită pe moment, Sheckly își introduce brațul direct în elicea pornită a avionului, iar ipoteza sa este demonstrată: brațul este nevătămat și avionul dispare. Totuși, Sheckly descoperă că și cei prezenți încep să dispară unul după celălalt, asemenea aeronavei.
Acesta se întoarce în camera de control, unde îi găsește pe Bengston și Malloy, realizând în același timp că nu își amintesc despre avionul gol sau despre investigația sa. Interogat cu privire la avion, Bengston declară că zborul 107 a aterizat în siguranță, având la bord echipajul și pasagerii, și îi arată un articol de ziar pentru a dovedi cele spuse. În timp ce Sheckly continuă să insiste că zborul 107 a dispărut, Bengston își amintește că singurul avion pe care compania aeriană l-a pierdut vreodată a fost un zbor 107, cu 17 sau 18 ani în urmă. Cazul a fost anchetat de Sheckly, dar nu a fost rezolvat niciodată, singurul caz pe care acesta nu a reușit să-l soluționeze. Sheckly se îndepărtează poticnit și hoinărește prin aeroport, cerând să i se dezvăluie soarta zborului 107, iar apoi se prăbușește pe pistă, în timp ce zgomotul motorului cu reacție al unui avion se aude deasupra sa.